# Hexatoma (Eriocera) scalator
Hexatoma (Eriocera) scalator is een tweevleugelige uit de familie steltmuggen (Limoniidae). De soort komt voor in het Oriëntaals gebied.